# كريسيداي
كريسيداي Cressidae هي قشريات من فصيلة / عائلة من مزدوجات الأرجل . تحتوي الأسرة على جنسين: 
- كريسا بوك ، 1857
- كرسينا ستيفنسن ، 1931

## انظر ايضا
- كريسا الدوبيا